# 129公里站
129公里站位于天津市北辰区天穆镇，在北仓站和南仓站之间，屬於京沪铁路的鐵路車站，因位于原京山铁路129千米处而得名。

## 概述
129公里（售票系统中为“一二九公里”）站为五等站，始建于1960年，位于京沪铁路上，距离北京站129km（京沪线运价里程为128km），距离京沪铁路原起点前门站131km，距离上海站1321km（京沪线运价里程为1335km）。现无列车在该站办理客运业务。据当地居民介绍，天津往来蓟县的列车偶尔会在该站停车乘降旅客，但售票处并不发售到该站的车票。为防止不办理客运业务的车站的车票被发售，铁路部门于2009年年初将该站从售票系统中删除。